# Le Noël de Monsieur Hubert
Pour plus de détails, voir Fiche technique et Distribution.
Le Noël de Monsieur Hubert est un téléfilm français en deux parties réalisé par Robin Sykes d'après un scénario de Julie-Anna Grignon et Marion Carnel.
Cette comédie de Noël est une coproduction de Lapinxa Production et Quelle Aventure, deux sociétés du groupe Federation Studios,,.

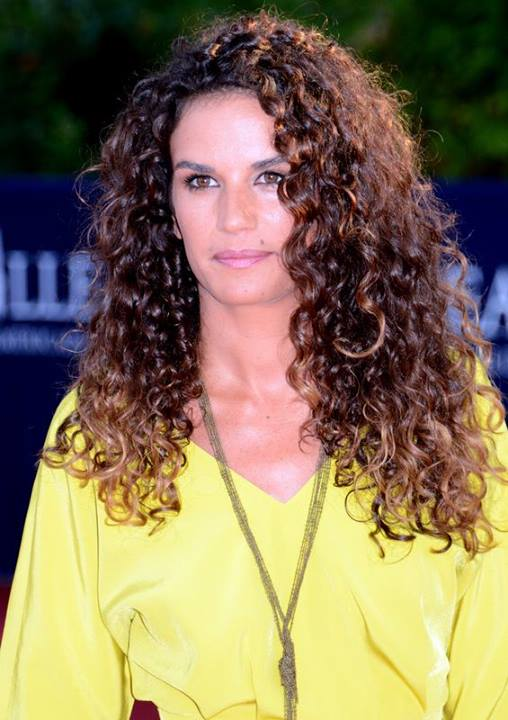
Barbara Cabrita.

## Fiche technique
Sauf indication contraire, les informations mentionnées dans cette section peuvent être confirmées par la base de données cinématographiques Allociné,  présente dans la section « Liens externes ».
- Titre français : Le Noël de Monsieur Hubert
- Réalisation : Robin Sykes[1],[2],[4]
- Scénario : Julie-Anna Grignon et Marion Carnel[1]
- Production : Laetitia Recayte et Anne Viau[1],[3]
- Sociétés de production : Lapinxa Production et Quelle Aventure[1],[3]
- Pays de production :  France
- Langue originale : français
- Format : couleur
- Genre : comédie de Noël[2]
- Durée : 2 × 45 minutes[1]
- Dates de première diffusion :

## Distribution
- Bernard Le Coq : Hubert
- Barbara Cabrita : Nora
- Marie-Anne Chazel : la boulangère-pâtissière
- Vinnie Dargaud
- Chantal Ladesou
- Sacha Wangermée : le fils de Nora

## Production

### Genèse et développement
Le scénario est de la main de Julie-Anna Grignon et Marion Carnel, et la réalisation est assurée par Robin Sykes,,.
La production est assurée par Laetitia Recayte pour Lapinxa Production et Anne Viau pour Quelle Aventure.

### Tournage
Le tournage débute le 24 février 2025 à Kaysersberg en Alsace,.